# Hermannia helicoidea
Hermannia helicoidea är en malvaväxtart som beskrevs av Verdoorn. Hermannia helicoidea ingår i släktet Hermannia och familjen malvaväxter. Inga underarter finns listade i Catalogue of Life.